# Afrikaanse doosschildpadden
Afrikaanse doosschildpadden (Pelusios) zijn een geslacht van schildpadden uit de familie pelomedusa's (Pelomedusidae).

## Naam en indeling
De wetenschappelijke naam van de groep werd voor het eerst voorgesteld door Johann Georg Wagler in 1830. De geslachtsnaam Pelusios is afgeleid van het Griekse woord pēlos, dat 'modder' of 'klei' betekent. De Afrikaanse doosschildpadden worden vertegenwoordigd door zeventien verschillende soorten.

## Ontstaan
Fossielen van uitgestorven soorten van dit geslacht zijn aangetroffen in Afrika in aardlagen die stammen uit het Plioceen en het Mioceen. De oudste fossielen hebben een geschatte leeftijd van ongeveer 13,65 miljoen jaar.

## Uiterlijke kenmerken
De meeste soorten bereiken een rugschildlengte van ongeveer twintig tot 25 centimeter. De getande doosschildpad (Pelusios sinuatus) is met een lengte tot 48,5 cm de grootste soort en Pelusios nanus is met een schildlengte tot 12,5 cm het kleinst. Het schild heeft vaak een ovale vorm en is enigszins langwerpig, meestal is het schild breder aan de achterzijde. Het midden van het schild is meestal wat afgeplat, bij veel soorten is er een kleine kiel aanwezig die echter ook kan bestaan uit een rij van kleine bultjes of stekelachtige uitsteeksels. De prefrontaalschubben zijn goed ontwikkeld terwijl nasaalschubben ontbreken. De poten zijn voorzien van kleine zwemvliezen, de middelste teen bestaat altijd uit drie kootjes.
De kleur van het schild varieert van bruin tot donkerbruin of zwart, de huid heeft vaak een grijze tot bruine kleur met een lichtere kleur aan de onderzijde van de kop en ledematen. Het buikschild kan zowel geel, bruin of zwart zijn, vaak zijn er vlekken of strepen aanwezig in een afwijkende kleur, vooral langs de naden van de buikschilden.
De verschillende soorten worden ook wel klapborstschildpad genoemd, ze kunnen namelijk de voorzijde van het buikschild omhoog klappen, zodat de kop en de poten worden beschermd bij bedreiging. Dit komt ook voor bij de doosschildpadden, maar deze laatsten kunnen het buikschild zowel aan de voor- als aan de achterkant omhoog klappen en kunnen zich zo volledig opsluiten in hun eigen schild. Voor alle soorten geldt dat het enige jaren duurt voor de schildpad dit scharnier effectief kan gebruiken. De twee geslachten van schildpadden die doosschildpad worden genoemd, behoren overigens tot twee verschillende families, het geslacht Cuora behoort tot de Geoemydidae en Terrapene tot de moerasschildpadden (Emydidae). De families Geoemydidae en Emydidae behoren tot de onderorde der halsbergers (Cryptodira) terwijl de Pelusios-soorten tot de familie pelomedusa's behoren. Deze familie is op zijn beurt een lid van de onderorde halswenders (Pleurodira).

## Levenswijze
Alle Afrikaanse doosschildpadden zijn vrij sterk aan water gebonden, maar zonnen graag op het droge of op objecten die boven het water uitsteken. Het schild van de meeste soorten is gestroomlijnd. De verschillende soorten komen in vele biotopen en klimaatzones voor. Sommige soorten die nabij de Sahara leven houden vaak een zomerrust of estivatieperiode, een periode waarin de dieren de droge tijd slapend doorbrengen onder de droge modder van poelen en plassen. Andere soorten die in het zuidelijke gedeelte van Afrika voorkomen houden daarentegen weer een winterrust en soorten van rond de evenaar zijn het gehele jaar actief.
De meeste soorten zijn hoofdzakelijk carnivoor, op het menu staan voornamelijk slakken en andere kleine ongewervelden. De meeste soorten eten daarnaast ook waterplanten of in het water gevallen vruchten. Van een aantal soorten is bekend dat ze de teken eten die op de huid van zoogdieren leven, zowel van drijvende karkassen als van levende dieren.
Het aantal eieren kan per legsel variëren van zeven tot ongeveer vijftig, de eieren worden afgezet in de bodem. De eieren zijn wit van kleur en langwerpig van vorm, ze hebben een zachte schaal.

## Verspreiding en habitat
Alle soorten komen voor in tropisch Afrika ten zuiden van de Sahara, inclusief Madagaskar en de Seychellen. In uiterst zuidelijk Afrika komen echter geen vertegenwoordigers voor. Het verspreidingsgebied beslaat de landen Angola, Benin, Botswana, Burkina Faso, Burundi, Centraal-Afrikaanse Republiek, Congo-Brazzaville, Congo-Kinshasa, Equatoriaal-Guinea, Ethiopië, Gabon, Gambia, Ghana, Guinee, Ivoorkust, Kaapverdië, Kameroen, Kenia, Liberia, Madagaskar, Malawi, Mali, Mauritanië, Mozambique, Namibië, Nigeria, Oeganda, Rwanda, Sao Tomé en Principe, Senegal, Seychellen, Soedan, Tanzania, Togo, Tsjaad, Zambia, Zimbabwe en Zuid-Afrika. De soort Pelusios castaneus is ook geïntroduceerd op de Kleine Antillen, een eilandengroep in de Caraïbische Zee.
Alle soorten zijn waterbewoners die leven in meren, rivieren, moerassen en andere oppervlaktewateren. De meeste soorten leven in stilstaand tot langzaam stromend water met een modderige bodem. Ook in wateren die door de mens zijn aangelegd kunnen de dieren worden aangetroffen, zoals waterreservoirs en grote vijvers.

## Beschermingsstatus
Door de internationale natuurbeschermingsorganisatie IUCN is aan zes soorten een beschermingsstatus toegewezen. Drie schildpadden worden beschouwd als 'veilig' (Least Concern of LC), een als 'kwetsbaar' (Vulnerable of VU) en een als 'gevoelig' (Near Threatened of NT). Een soort wordt gezien als 'onzeker' (Data Deficient of DD). De soort Pelusios seychellensis ten slotte is al enige tijd uitgestorven.

## Soorten
Het is een relatief onbekende groep die niet door een heel bekende soort wordt vertegenwoordigd. Alleen Pelusios castaneus geniet enige bekendheid omdat deze schildpad soms wordt aangeboden in de dierenhandel. Deze schildpad heeft een enorm verspreidingsgebied in het westen van Afrika en heeft vele synoniemen, de soort behoorde onder andere tot de geslachten Sternotherus en Emys.
Het geslacht omvat de volgende soorten, met de auteur en het verspreidingsgebied.
| Naam                                         | Auteur                 | Verspreidingsgebied |
| -------------------------------------------- | ---------------------- | --- |
| Witborstdoosschildpad (Pelusios adansonii)   | Schweigger, 1812       | Afrika; Centraal-Afrikaanse Republiek, Soedan, Kaapverdië, Ethiopië, Gambia, Kameroen, Liberia, Mali, Mauritanië, Nigeria, Senegal en Tsjaad                                                           |
| Pelusios bechuanicus                         | FitzSimons, 1932       | Afrika; Congo-Kinshasa, Angola, Namibië, Botswana, Zambia, Zimbabwe. |
| Pelusios broadleyi                           | Bour, 1986             | Afrika; Kenia |
| Pelusios carinatus                           | Laurent, 1956          | Afrika; Congo-Kinshasa, Gabon |
| Pelusios castaneus                           | Schweigger, 1812       | Afrika; Guinea, Senegal, Nigeria, Congo-Kinshasa, Burkina Faso, Gabon, Sao Tomé en Principe, Centraal-Afrikaanse Republiek, Gambia, Benin, Angola, mogelijk in Mauritanië, Mali, Kameroen              |
| Pelusios castanoides                         | Hewitt, 1931           | Afrika; Malawi, Mozambique, Zuid-Afrika, Tanzania, Seychellen, Madagaskar |
| Pelusios chapini                             | Laurent, 1965          | Afrika; Congo-Kinshasa, Centraal-Afrikaanse Republiek, Gabon, Kameroen, Angola, Soedan |
| Pelusios cupulatta                           | Bour & Maran, 2003     | Afrika; Ivoorkust, Liberia, Ghana |
| Rugstreepdoosschildpad (Pelusios gabonensis) | Duméril, 1856          | Afrika; Congo-Kinshasa, Congo-Brazzaville, Centraal-Afrikaanse Republiek, Gabon, Kameroen, Angola, Soedan, Equatoriaal-Guinea, Nigeria, Benin, Ghana, Ivoorkust, Togo, Liberia, Guinee                 |
| Pelusios marani                              | Bour, 2000             | Afrika; Gabon |
| Pelusios nanus                               | Laurent, 1956          | Afrika; Zambia, Congo-Kinshasa, Angola, Tanzania |
| Zwarte doosschildpad (Pelusios niger)        | Duméril & Bibron, 1835 | Afrika; Ghana, Togo, Benin, Nigeria, Kameroen, Centraal-Afrikaanse Republiek, mogelijk in Equatoriaal-Guinea, Gabon, Congo-Kinshasa en Congo-Brazzaville                                               |
| Pelusios rhodesianus                         | Hewitt, 1927           | Afrika; Congo-Kinshasa, Centraal-Afrikaanse Republiek, Oeganda, Angola, Botswana, Zimbabwe, Mozambique, Zuid-Afrika, Tanzania, Zambia, Namibië, Malawi, mogelijk in Rwanda en Burundi                  |
| Getande doosschildpad (Pelusios sinuatus)    | Smith, 1838            | Afrika; Congo-Kinshasa, Somalië, Kenia, Tanzania, Mozambique, Ethiopië, Botswana, Zuid-Afrika, Zimbabwe, Malawi, Zambia, Soedan                                                                        |
| Donkere doosschildpad (Pelusios subniger)    | Lacépède, 1788         | Afrika; Burundi, Tanzania, Mozambique, Congo-Kinshasa, Centraal-Afrikaanse Republiek, Zambia, Botswana, Zimbabwe, Namibië, Zuid-Afrika, Madagaskar, Seychellen, Sao Tomé en Principe, Gambia, Kameroen |
| Pelusios upembae                             | Broadley, 1981         | Afrika; Congo-Kinshasa |
| Pelusios williamsi                           | Laurent, 1965          | Afrika; Kenia, Tanzania, Oeganda, Congo-Kinshasa |